# イブソン・バレット・ダ・シウヴァ
イブソンことイブソン・バレート・ダ・シウヴァ（Ibson Barreto da Silva, 1983年11月7日 - ）は、ブラジル・サンゴンサロ出身の元サッカー選手。現役時代のポジションは攻撃的MF。ドリブルと豊富な運動量を誇り、ボランチもこなす。

## 経歴
1992年、CRフラメンゴの下部組織に入団し、2003年にフラメンゴのライバル、CRヴァスコ・ダ・ガマ戦にてプロデビュー。2004年にはタッサ・グアナバラ、リオデジャネイロ州選手権優勝を果した。その活躍を認められ、2005年1月にポルトガルのFCポルトへ移籍。1年目は活躍したが、2006-07シーズンはジェズアウド・フェレイラ監督との対立もあり出場機会が減少、2007年7月にフラメンゴにレンタルで復帰した。フラメンゴでは活躍を見せ、2009年にはブラジル全国選手権制覇を達成した。
2009年7月、ロシアのFCスパルタク・モスクワへ移籍。
2014年1月31日、セリエAのボローニャFCに加入した。同年8月13日、1部に復帰したスポルチ・レシフェに期限付き移籍することが決定した。
2015年2月23日、NASLのミネソタ・ユナイテッドFCに移籍することが決定した。2018年シーズン終了に伴う契約満了によりクラブを退団した。
2019年5月末、トンベンセFCに加入した。

## タイトル

### クラブ
フラメンゴ
- タッサ・グアナバラ : 2004, 2008
- カンピオナート・カリオカ：2004, 2008, 2009
- タッサ・リオ : 2009
- カンピオナート・ブラジレイロ・セリエA : 2009

ポルト
- プリメイラ・リーガ：2005-06, 2006-07
- タッサ・デ・ポルトガル：2005-06
- スーペルタッサ・カンディド・デ・オリヴェイラ：2006

サントス
- カンピオナート・パウリスタ : 2012

コリンチャンス
- レコパ・スダメリカーナ : 2013

### 個人
- プレミオ・クラッキ・ド・ブラジレイロン : 2007（RMF）